# Bobr evropský

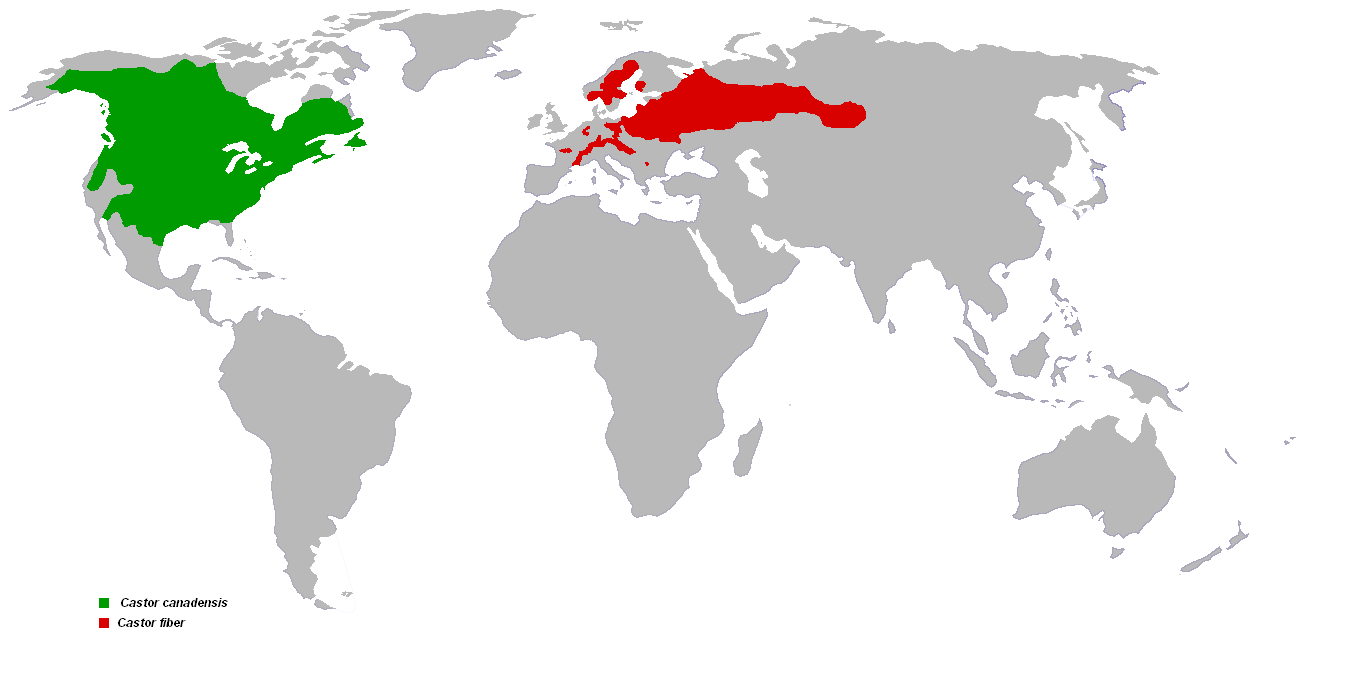
Mapka s rozšířením bobra evropského (červeně) a bobra kanadského (zeleně)

Bobr evropský (Castor fiber) je až metr dlouhý, zavalitý hlodavec s hustou srstí a dlouhým plochým ocasem. Je zcela přizpůsoben životu ve vodě. Buduje soustavy kanálů, nor a bobřích hrází. Jeho potravu tvoří větvičky, lýko a různé byliny.

## Obecné informace
Bobr evropský dosahuje hmotnosti až 30 kg. Po jihoamerické kapybaře je druhým největším hlodavcem. Tělo je porostlé velmi hustou černohnědou srstí o hustotě až 300 chlupů na mm2. Je dokonale přizpůsoben životu ve vodě díky plovacím blanám, které jsou na zadních končetinách, a uzavíratelným nozdrám. Uzavřít může také tlamu ihned za řezáky, což umožňuje využití zubů jako nástrojů i ve vodě. Oči jsou před vodou chráněny průhledným víčkem-mžurkou. Výměšky zvláštní žlázy impregnují srst. Pod vodou vydrží až 20 minut. Chápavé přední končetiny díky pátému částečně protistojnému prstu usnadňují především stavbu obydlí.
Bobr evropský je chráněn jak českou (zákon č. 114/1992 Sb., silně ohrožený druh), tak evropskou (Směrnice 92/43/EEC Archivováno 22. 6. 2020 na Wayback Machine. o stanovištích, příloha II a IV) i mezinárodní (IUCN Red List, málo dotčený druh - LC - least concern; Bernská úmluva, příloha III) legislativou.

## Výskyt
Bobr evropský je rozšířený na severní polokouli na říčních a lužních nivách. Do ČR se po svém přechodném vyhubení na přelomu 18. a 19. století začal vracet migrací z Rakouska ve druhé polovině osmdesátých let 20. století. V Česku se vyskytuje v povodí Labe, Moravy, Odry, Dyje a Dunaje. Objevuje se i na Kateřinském potoku, Mži, Radbuze, Křemelné a také Řezné v Plzeňském kraji. V posledních letech se objevil i na Úhlavě a Desné a také v okolí Chebu na přítocích řeky Ohře. Aktuálně se bobři vyskytují i na řece Olšavě v okolí Uherského Brodu, na Tišnovsku na řece Svratce a na Rožnovské Bečvě. V celé ČR žilo v roce 2008 přes 1000 bobrů, z toho v luzích Litovelského Pomoraví (zejména v Července u Olomouce) asi 300 ks a v oblasti lužních lesů jižní Moravy, od Lednicko-valtického areálu po oboru Soutok, asi 500 ks. Ve Středočeském kraji byl k roku 2020 zaznamenán jeho výskyt na Berounce a Vltavě, kam se rozšířil po reintrodukci z Bavorska přes Český les (v Praze odhadem 100 jedinců). Početnost bobrů kvůli absenci přirozených nepřátel a legislativní ochraně stále narůstá. V polovině roku 2020 se na území ČR nachází přibližně 15 000 jedinců.
Pokud aktivita bobra způsobí škodu na soukromém majetku, dovolují zákonné normy ČR zažádat o náhradu škody.

## Bobři a lidé
Bobr patřil odedávna mezi lovnou zvěř. Jeho kožešina byla velmi ceněna hlavně na výrobu čepic a límců, ale užívalo se i maso, které bylo ve středověku a raném novověku pokládáno za postní jídlo, protože bobr žije ve vodě, podobně jako ryby. Za zvláštní pochoutku byl pokládán bobří ocas a zadní nohy, ve francouzských klášterech se dělaly i bobří klobásy. Bobří pachové žlázy, zvané castoreum nebo bobří stroj, byly užívány v renesanční a barokní medicíně proti nachlazení a zánětům, jejich výměšek má bohatý obsah kyseliny salicylové. Bobři se chytali většinou do pastí nebo norováním se psy. V Českých zemích byli bobři vyhubeni během 19. století, Schwarzenbergové dokonce v polovině 19. století zkoušeli bobry chovat na zvláštní farmě v Červeném dvoře na Třeboňsku.
Některé indiánské kmeny v Kanadě bobra uctívaly jako posvátné zvíře.

### Škody způsobené bobry
Návrat bobrů do české a moravské kulturní krajiny se neobešel bez těžkostí. Bobři svou činností zejména narušují protipovodňové nebo rybniční hráze, ucpávají koryta vodních toků a likvidují dřeviny[nedostupný zdroj] nebo zemědělské plodiny v okolí rybníků a řek. Významné a medializované jsou milionové škody v Lednicko - Valtickém areálu i na Dyji v okolí Břeclavi. Oplocování nejcennějších ohrožených pozemků se ukazuje jako málo účinné (plotem nelze přehrazovat vodní tok) a individuální ochrana dřevin je esteticky problematická a velmi nákladná. Hráze je nutné obkládat kamennou rovnaninou nebo chránit pevnými stěnami. Roční škody v Jihomoravském kraji mezi léty 2004–2009 stouply ze 600 000 na pět milionů korun. V některých oblastech s citelnými škodami již žádají majitelé a správci ohrožených staveb a porostů, zatím neúspěšně, o povolení odstřelu nebo jiné účinné formy regulace těchto rychle se šířících zákonem chráněných hlodavců. Na přelomu zimy 2013 a 2014 se bobr objevil také u Vltavy v Lenoře na Prachaticku.

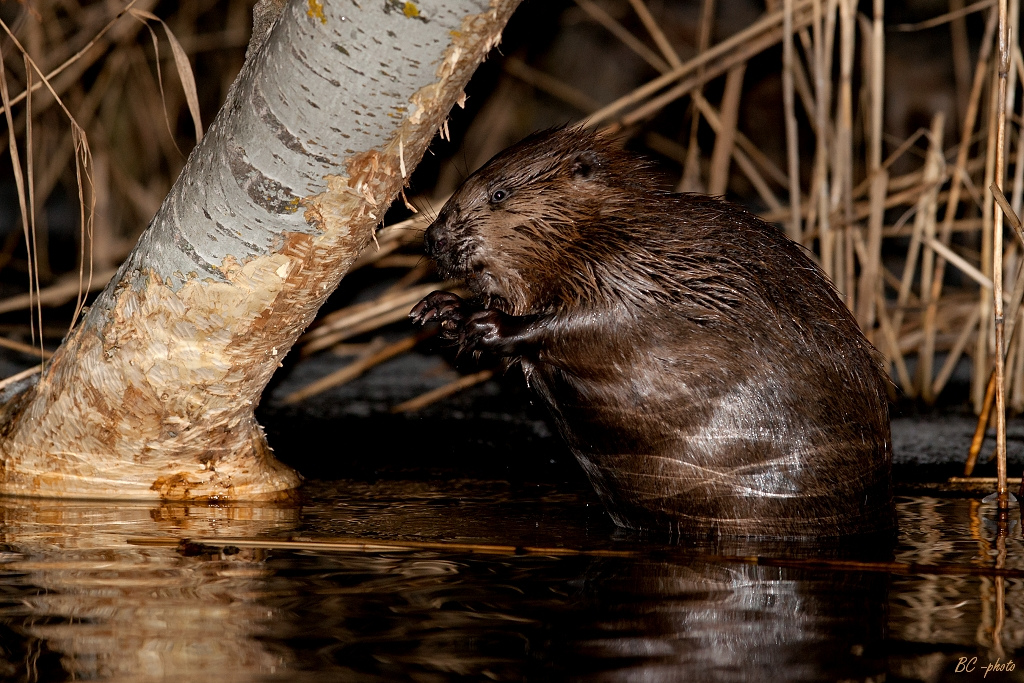
Bobr okusující kmen stromu

Zákon č. 115/2000 Sb. o poskytování náhrad škod způsobených vybranými zvláště chráněnými živočichy stanovuje bobra evropského jako jeden z vybraných druhů, u kterého může být uplatněna náhrada škody a to v případě poškození lesního (resp. „trvalého“) porostu nebo škodě na nesklizených polních plodinách. Náhradu jiných typů škod zákon č. 115/2000 Sb. neumožňuje. Náhradu (újmu) za ztížení zemědělského nebo lesnického hospodaření ve smyslu § 58 zákona č. 114/1992 Sb. nelze uplatňovat v případech, kdy jde o škodu způsobenou zvláště chráněným živočichem (škoda vzniklá aktivním působením živočicha). Náhradu újmy lze uplatňovat pouze tehdy, je-li vlastník či nájemce pozemku omezen na zemědělském či lesnickém hospodaření tím, že respektuje ustanovení zákona (zákazy v § 50 zákona č. 114/1992 Sb.) či prováděcího právního předpisu nebo rozhodnutí vydaného na jejich základě.

## Potrava
Bobr evropský se živí především lýkem a větvičkami vrby, topolu případně dalších dřevin (jasan, javor, jilm)[nedostupný zdroj] a některými bylinami. Bobr většinou kácí dřeviny asi 50 m od břehu, jen výjimečně i dále. Nepohrdne ani úrodou kukuřičného nebo řepného pole. V létě dává přednost bylinnému patru.[zdroj?] Toto období také využívá pro nahromadění potravy na zimu. Tvrdé dřevo dubu či jasanu používá spíše jako stavební materiál na hráze a v okolí řek tyto dřeviny aktivně ničí, čímž vytváří prostor pro přednostně konzumované vrby.

## Rozmnožování
Po 105 až 107 denní březosti se samici rodí v květnu nebo v červnu 1–6 mláďat. Dva roky zůstávají ve dvougenerační mateřské kolonii. Ve třetím roce života zakládají novou kolonii.

## Chování
Bobři jsou aktivní po celý rok bez zimního spánku. Nejvyšší věk je přibližně 35 let. Nejčastěji kácejí kmeny s průměrem 5–8 cm, ale poradí si i s kmenem 70 cm v průměru. Noční aktivita ztěžuje přímé pozorování. Na přítomnost bobrů v dané lokalitě lze usuzovat podle ohlodaných stromů, stop, kupovitých staveb z větví (bobřích hradů) a podle hrází. Podle místních podmínek bobři nemusejí vždy hráz postavit.

## Stavba obydlí

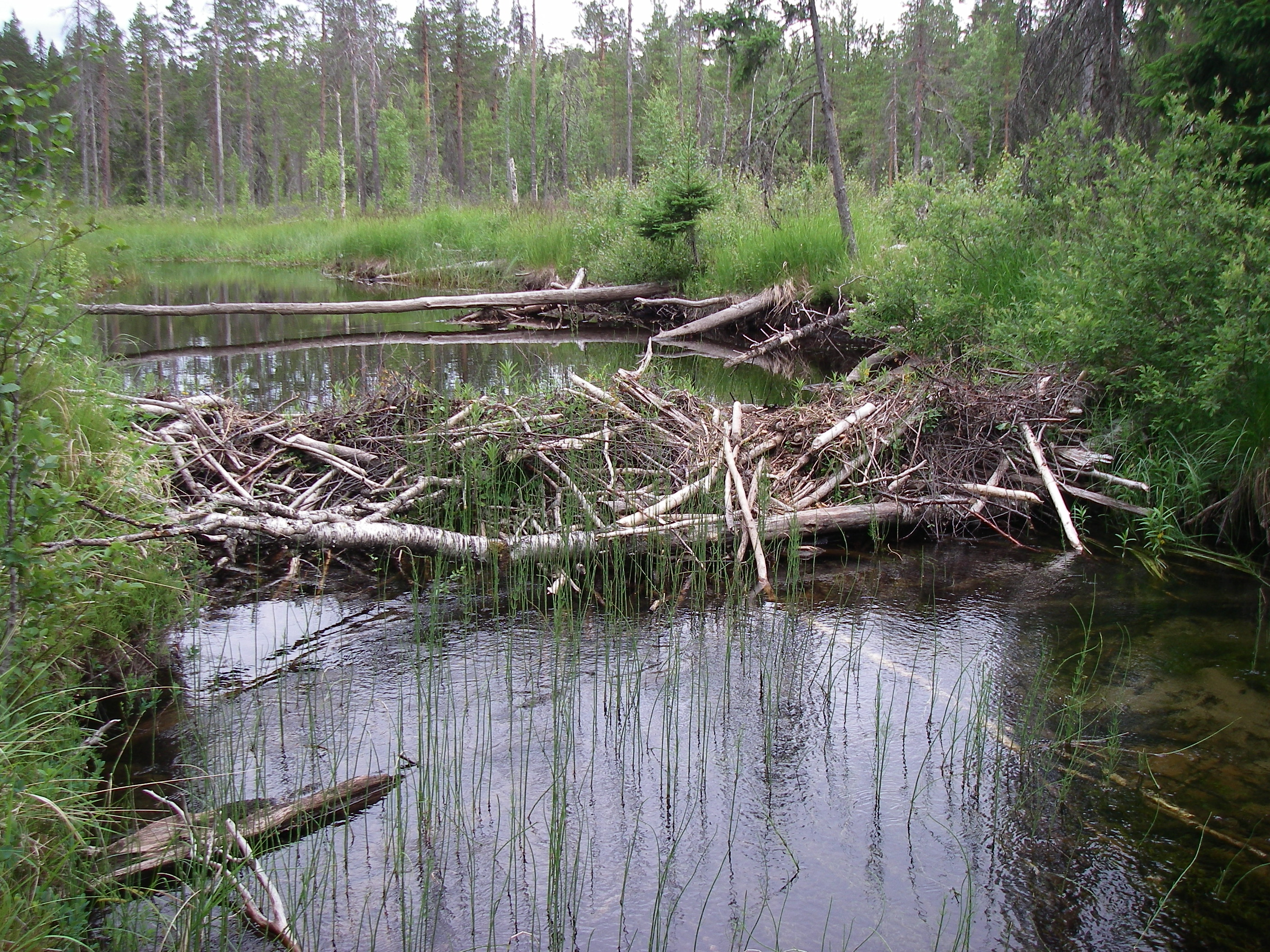
Bobří hráz na malé řece

Bobr evropský neužívá stromů jen k potravě. Nemůže-li budovat noru v podzemí, pokácí strom a jeho kmen použije jako základ svého hradu (2,5 m vysokého a 3 m širokého). Pro zaplavení hradu vybuduje na vodním toku hráz. Ze svého hradu vyráží hned po setmění a vrací se až k ránu. Jeho stavební činnost kladně ovlivňuje druhovou rozmanitost dané lokality. V důsledku pokácení některých stromů dojde k prosvětlení území a přilákání dalších živočišných druhů – především ptáků. Vyhledávaným prostředím jsou místa s mírně tekoucí vodou a břehy porostlé měkkými dřevinami, jako je vrba, olše, osika, bříza nebo topol.

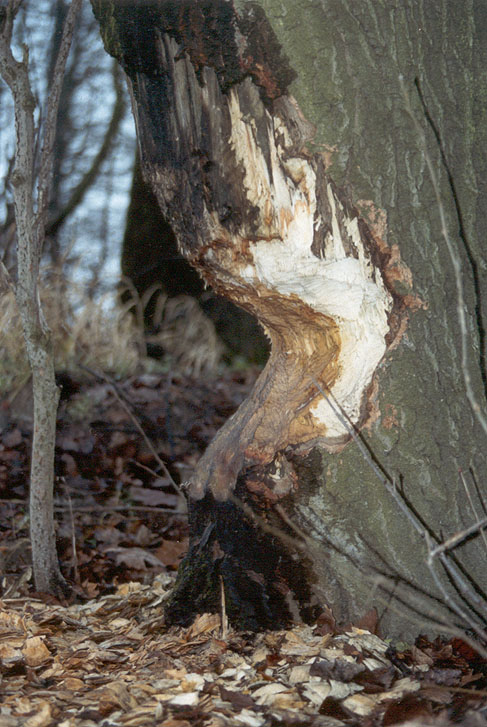
Nahlodaný kmen
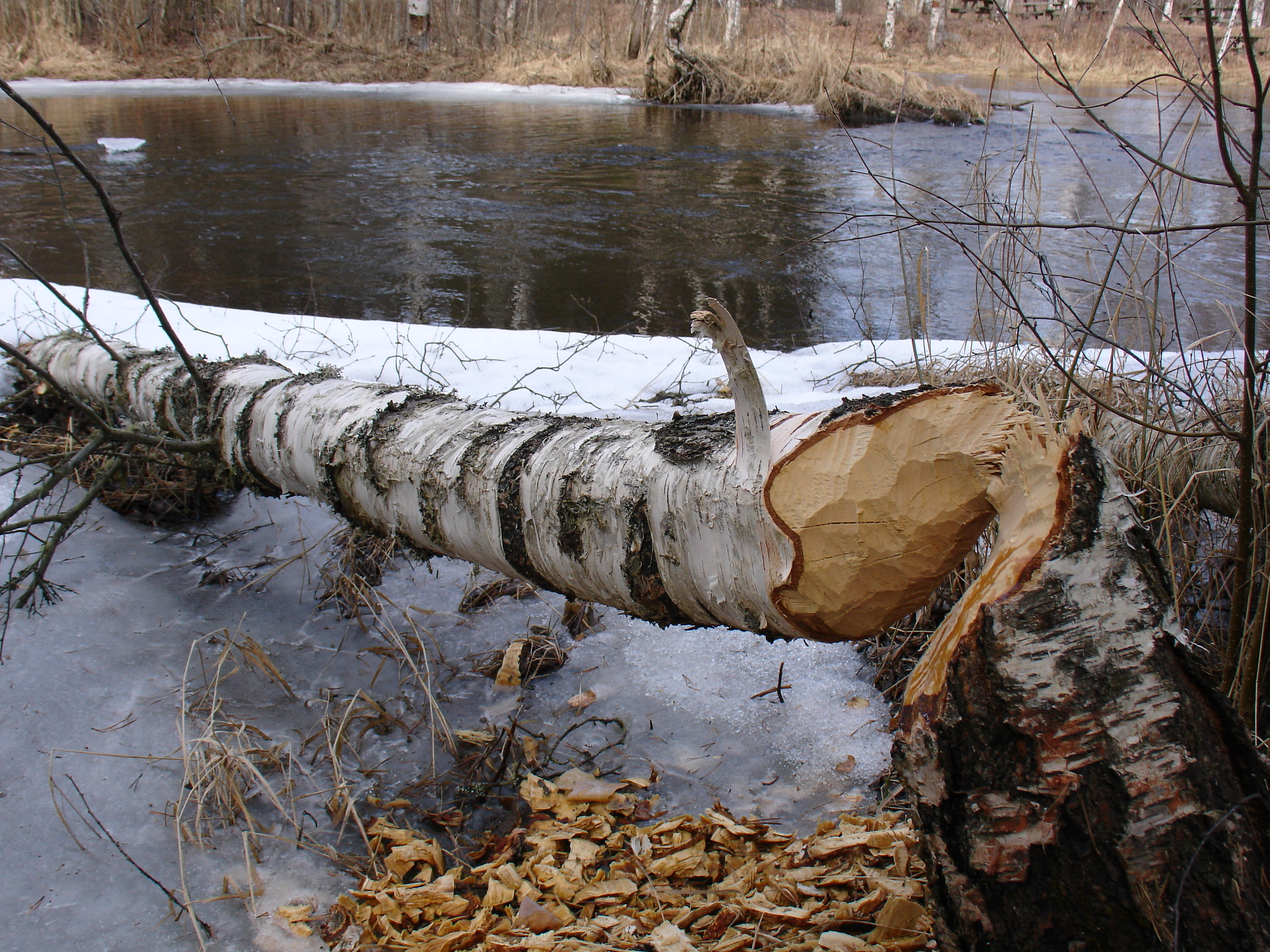
Pokácená bříza
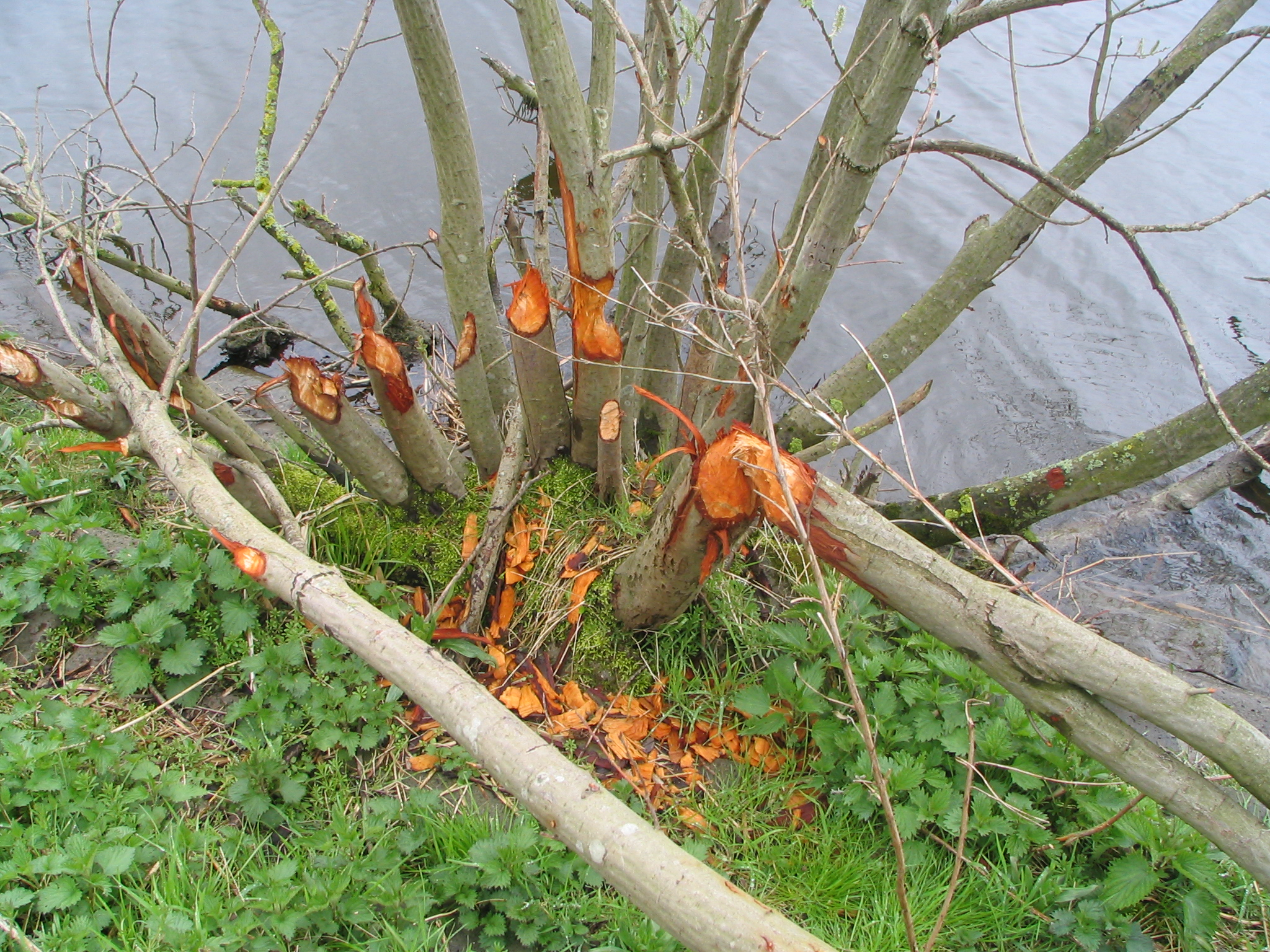
Pokácené stromy
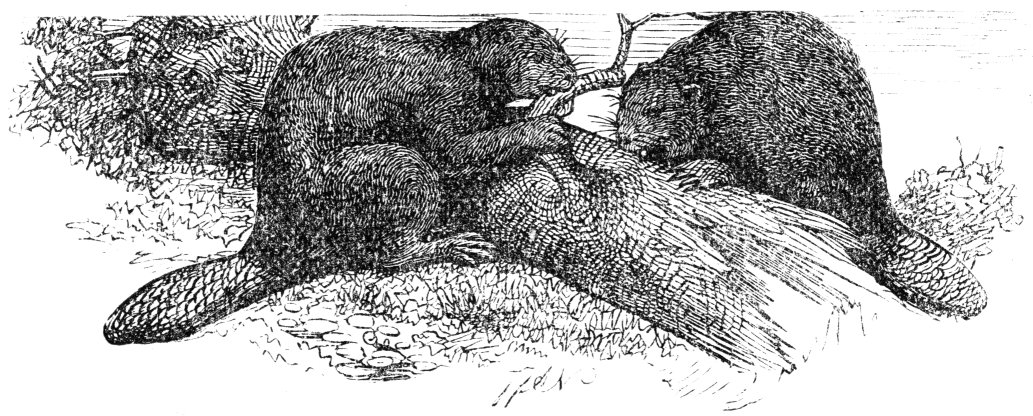
Dva bobři hlodají do stromu

### Audiovizuální dokumenty
- KAČÍRKOVÁ, Jarmila. Bobr evropský; Castor fiber; Eurasian Beaver; Europäischer Biber. youtu.be [online]. 15. 5. 2019 [cit. 2.1.2024]. Přerovsko, Česká republika 14. května 2019. Dostupné online.
- Metamorfózy: Návrat divočiny (5). Epizoda Angličtí bobři: chaos na řece. Německo, 2020. 43 min.
- NOVÝ, Vladimír. Břetislav. In: YouTube.cz [online]. 13. 9. 2017 [cit. 2. 1. 2024]. Dostupné z: https://www.youtube.com/watch?v=ajLvGa_slhA&ab_channel=Vladim%C3%ADrNov%C3%BD